# 维厄斯莱乌街站
维厄斯莱乌街站是一座小型火车站，位于丹麦首都哥本哈根，仅由丹麦国家铁路下属的哥本哈根市郊铁路使用，2005年1月8日启用。哥本哈根环线铁路途径本站，哥本哈根市郊铁路F线列车在本站停靠。

## 外部連結
- 丹麦国家铁路官网对本站的介绍 （页面存档备份，存于）（丹麦语）